# Bagean
Bagean va ser el nom d'una dinastia de prínceps (nakharark) armenis que existien al regne arsàcida d'Armènia. Cyril Toumanoff els suposa un origen oròntida pel seu nom epònim Bagia.
Es menciona un príncep, Kishken Basean que va prendre part en l'ambaixada enviada pel rei Àrsaces II (que va regnar entre el 350 i el 368 aproximadament) a l'emperador romà.